# SHINE (石井竜也のアルバム)
『SHINE』（シャイン）は2014年9月3日に発売された石井竜也18枚目のスタジオ・アルバム。

## 解説
来る2015年デビュー30周年に向けて歩き出す『WHITE PROJECT』の第2弾として発売された。初回盤は2014年4月11日にZepp Tokyoで行われたライヴツアー『ART NUDE -縁-（ENISHI）』のライヴ映像収録DVDと同ライヴ写真集が同梱の三方背BOX仕様。初回盤と通常盤ではジャケット、ケース・サイズ が異なる。

## 収録曲
全曲　作詞・作曲:石井竜也（特記以外）
1. PEGASUS
（編曲：松ヶ下宏之）
『石弐 〜Best of Best〜』にも収録。
2. TIME WAVE
（編曲：松ヶ下宏之）
3. Everyone's Song
（編曲：松ヶ下宏之）
読売テレビ『朝生ワイド す・またん!』出演者で構成される『す・またんバンド』のメンバーがコーラスとして参加る。
4. この瞳が見えるかい
（編曲：金子隆博）
この楽曲の伴奏は米米CLUBとBIG HORNS BEE。
『石弐 〜Best of Best〜』にも収録。
5. LOVELY SMILE
（編曲:松浦基悦）
6. 街は傘の花
（編曲：松浦基悦）
7. Pink Champagne Night
（編曲：松浦基悦）
8. THE WING OF DREAMS －夢の翼－
（編曲：千住明）
9. 青に染まる窓
（編曲：松ヶ下宏之）
10. Good morning Christmas
（編曲：松ヶ下宏之）
11. Eternal Light
（作詞：Terry Cox　原案：加藤友之　作曲・編曲:千住明）
オリジナル：リベラ
12. EL DORADO
（編曲：松ヶ下宏之）
13. さざなみの祈り
（作曲：古澤巌　編曲：松ヶ下宏之）
14. 朱
（編曲：TATOO）
15. 花の原
（編曲：TATOO）
アルバム発売後、2015年4月より行われる『国宝 吉祥天女が舞い降りた』展のテーマソングとして起用[2]。石井は同展のシンボルロゴのデザインも担当[3]。
16. オモイビト
（作詞：谷村新司　編曲：TATOO）

## 初回限定盤DVD
1. ART IS LOVE
2. 夜明け
3. 誘惑
4. 言葉にしないで
5. 恋人も濡れる街角
6. 蒼い朝
7. 海の見える部屋
8. CAFE
-ART PERFORMANCE-
9. 夢の迷い道で
10. ヒハマタノボル
11. FLYING HEART
12. はなひとひら